# Лецякс, Ян
Ян Лецякс (чеш. Jan Lecjaks; родился 9 августа, 1990 года, Пльзень, Чехия) — чешский футболист, защитник клуба «Омония».

## Клубная карьера
Лецякс — воспитанник пльзеньской «Виктории», за которую играл в 2000—2011 годах. 11 ноября 2007 года в матче против «Млады-Болеслав» дебютировал в чемпионате Чехии. А 22 марта 2009 года в матче против «Динамо» (Ческе-Будеёвице) забил первый гол за «Викторию». На протяжении трёх сезонов в «Виктории» был основным игроком. В 2010 году помог команде выиграть национальный кубок. 10 июня 2010 года был отдан в годовую аренду в бельгийский клуб «Андерлехт». И 26 сентября 2010 года в матче против «Мехелена» дебютировал в чемпионате Бельгии. В составе «Андерлехта» стал обладателем суперкубка Бельгии.
В июле 2011 года перешёл в швейцарский клуб «Янг Бойз», подписав контракт на 4 года. 28 августа 2011 года в матче против «Цюриха» дебютировал в чемпионате Швейцарии. А уже 30 октября того же года в матче против «Лозанны» забил первый гол за «Янг Бойз». В апреле 2013 года ушёл в аренду на сезон в норвежский клуб Волеренга. 5 апреля 2013 года в матче против «Одда» дебютировал в чемпионате Норвегии. А 25 мая того же года в матче против «Русенборга» забил первый гол за «Волеренгу». Вернувшись из аренды стал основным левым защитником «Янг Бойза». В сезоне 2014/15 Ян помог команде стать серебряными призёрами национального чемпионата.

## Международная карьера
Играл за различные молодёжные сборные Чехии. В 2009 году в составе сборной Чехии до 20 лет участвовал на чемпионате мира в своей возрастной категории. На турнире принял участие в матчах против сборной Австралии, Коста-Рики и Венгрии. В 2011 году в составе сборной Чехии до 21 года принял участие на чемпионате Европы в своей возрастной категории. На турнире сыграл против сборной Украины, Англии, Испании и Беларуси.

## Достижения
«Виктория» (Пльзень)
- Обладатель кубка Чехии (1): 2009/10

«Андерлехт»
- Обладатель суперкубка Бельгии (1): 2010

«Янг Бойз»
- Серебряный призёр чемпионата Швейцарии (1): 2014/15